# Pudertråding
Pudertråding (Inocybe decipiens) är en svampart som beskrevs av Bres. 1892. Enligt Catalogue of Life ingår Pudertråding i släktet Inocybe,  och familjen Inocybaceae, men enligt Dyntaxa är tillhörigheten istället släktet Inocybe,  och familjen Crepidotaceae. Arten är reproducerande i Sverige. Inga underarter finns listade i Catalogue of Life.
I den svenska databasen Dyntaxa används istället namnet Inocybe favrei för samma taxon.  Arten är reproducerande i Sverige.